# Allomicrodesmus
Allomicrodesmus is een monotypisch geslacht van straalvinnige vissen uit de familie van grondels (Xenisthmidae).

## Soort
- Allomicrodesmus dorotheae Schultz, 1966